# Louis Bernard Coclers

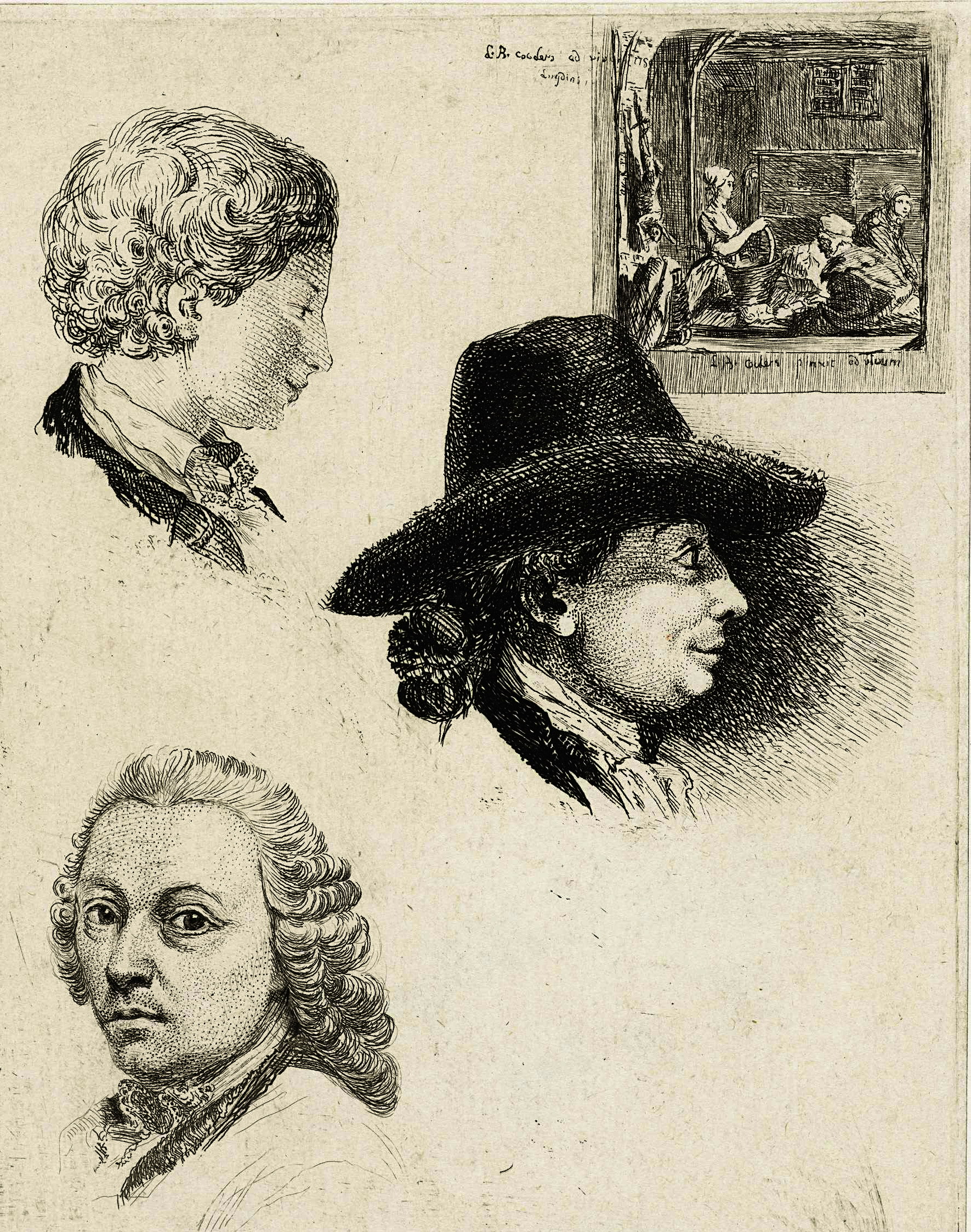
Studieblad L.B. Coclers met zelfportret (rechts) en portret van zijn zoon (linksboven) en vader, J.-B. Coclers (linksonder)

Louis Bernard Coclers (Maastricht of Luik, 1740 - Luik, 20 april 1817) was een Zuid-Nederlands portretschilder en graficus, die onder andere in Luik, Maastricht, Leiden en Amsterdam werkzaam was.

## Levensbeschrijving
Louis Bernard Coclers ontving zijn eerste schilderlessen van zijn vader, de in die tijd bekende Luikse hofschilder Jean-Baptiste Coclers. Na drie jaar in Italië doorgebracht te hebben, vestigde hij zich te Maastricht. Later werkte hij te Nijmegen, Dordrecht en Leiden (vanaf 1769), waar hij een zekere reputatie opbouwde als portretschilder en graveur van huiselijke taferelen in de stijl van Frans van Mieris de Oudere, Gabriël Metsu en Godfried Schalcken.
Als patriot was Coclers ontevreden met de politieke situatie in Holland en om die reden verhuisde hij in 1787 naar Parijs, waar hij de Franse Revolutie meebeleefde. Na enkele jaren keerde hij terug naar Holland en vestigde zich te Amsterdam aan de Kloveniersburgwal, waar hij tot 1815 tevens in prenten handelde. In Amsterdam was hij ook zelf actief als prentenmaker, waarmee hij tussen 1808 en 1813 diverse malen exposeerde. Hij graveerde in totaal 166 platen, die hij signeerde met een cijfer en zijn initialen. Het Rijksmuseum bezit een olieverfschilderij en enkele tientallen gravures van Coclers' hand.
Aan het eind van zijn leven keerde hij terug naar Luik, waar hij in 1817 overleed.

## Werken

### Schilderijen
- Portret van Jan Bernd Bicker, 1776 (Amsterdam Museum)
- Moeder met kind, 1794 (Rijksmuseum Amsterdam)
- Twee portretten van geharnaste mannen (Bonnefantenmuseum)

### Gravures
- Malle Babbe, naar Frans Hals (Rijksmuseum)
- Moeder onderricht zoon (Rijksmuseum)
- Lezende man (Rijksmuseum)
- Oude vrouw boontjes doppend, 1780 (Rijksmuseum)
- Dubbelportret Napoleon en Paus Pius VII, ca. 1805 (Rijksmuseum)

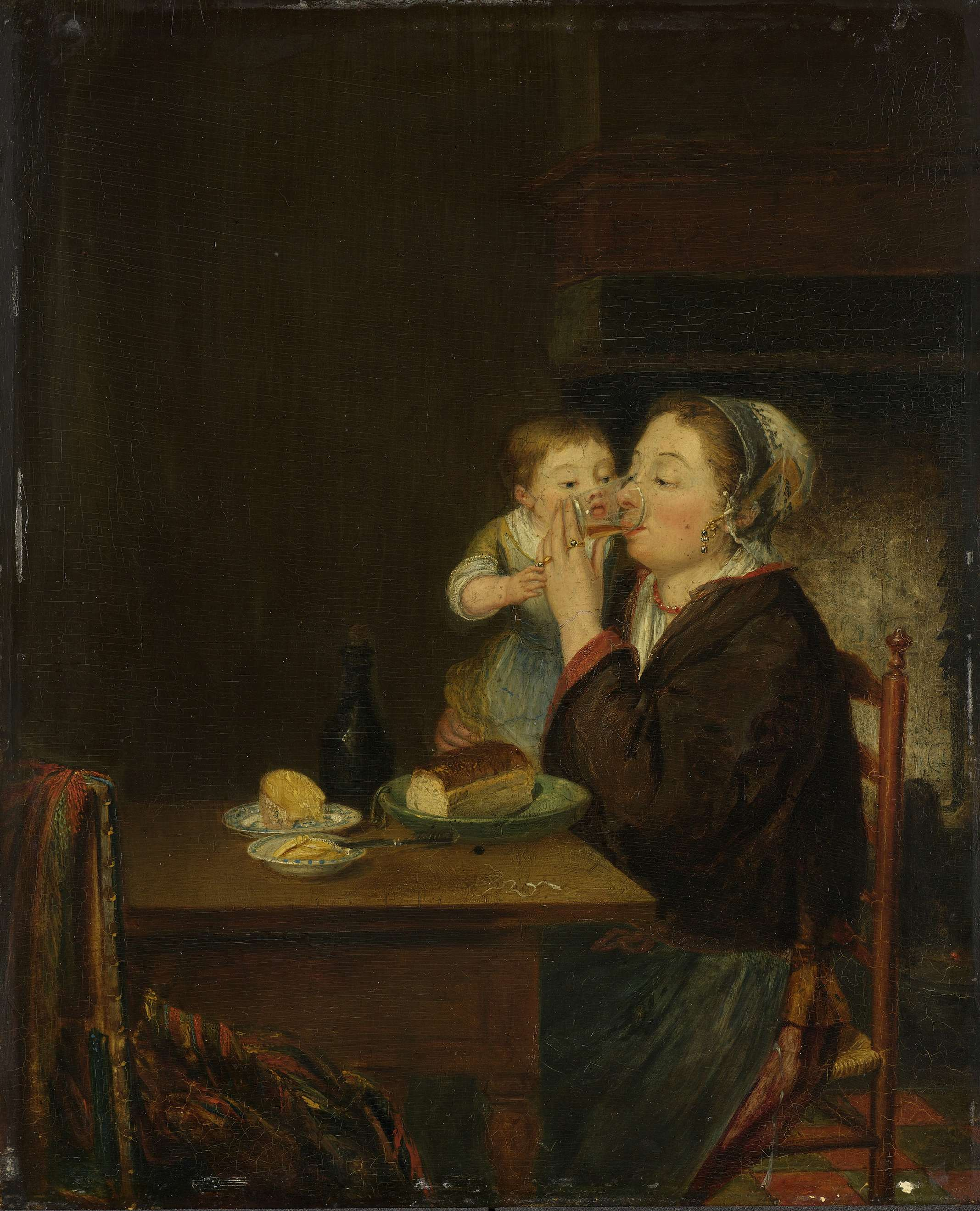
Moeder en kind
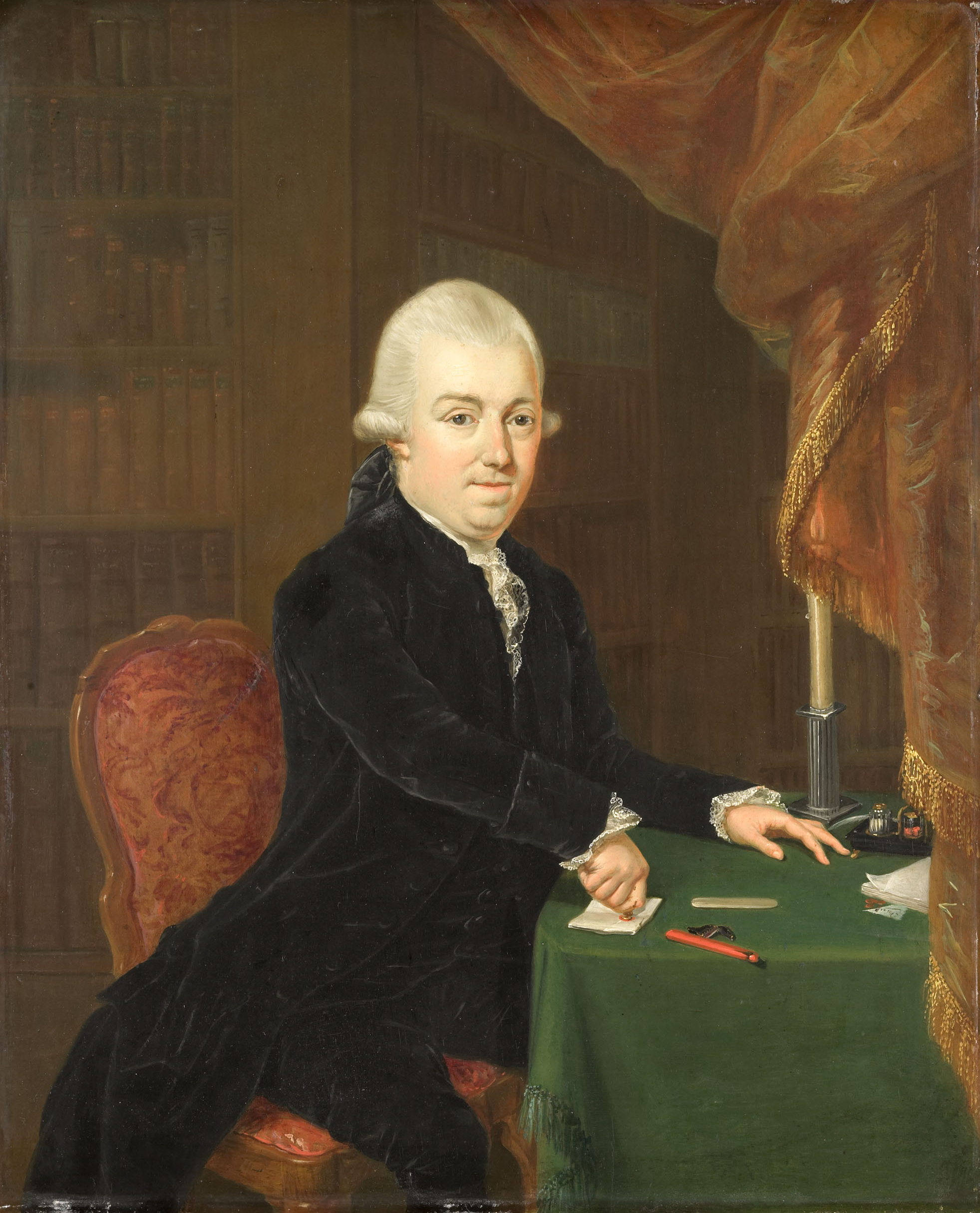
Portret Jan Bernd Bicker
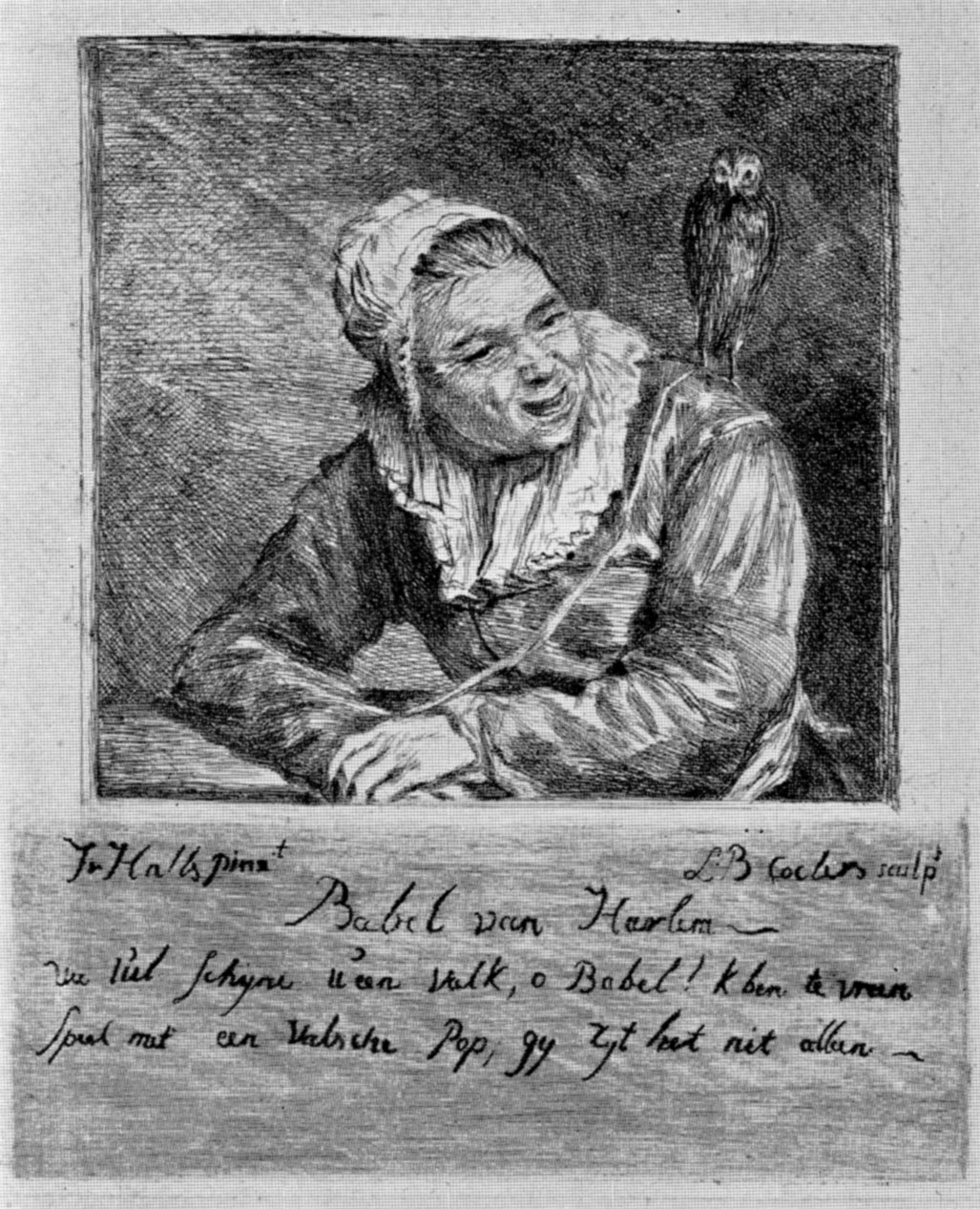
Gravure Malle Babbe
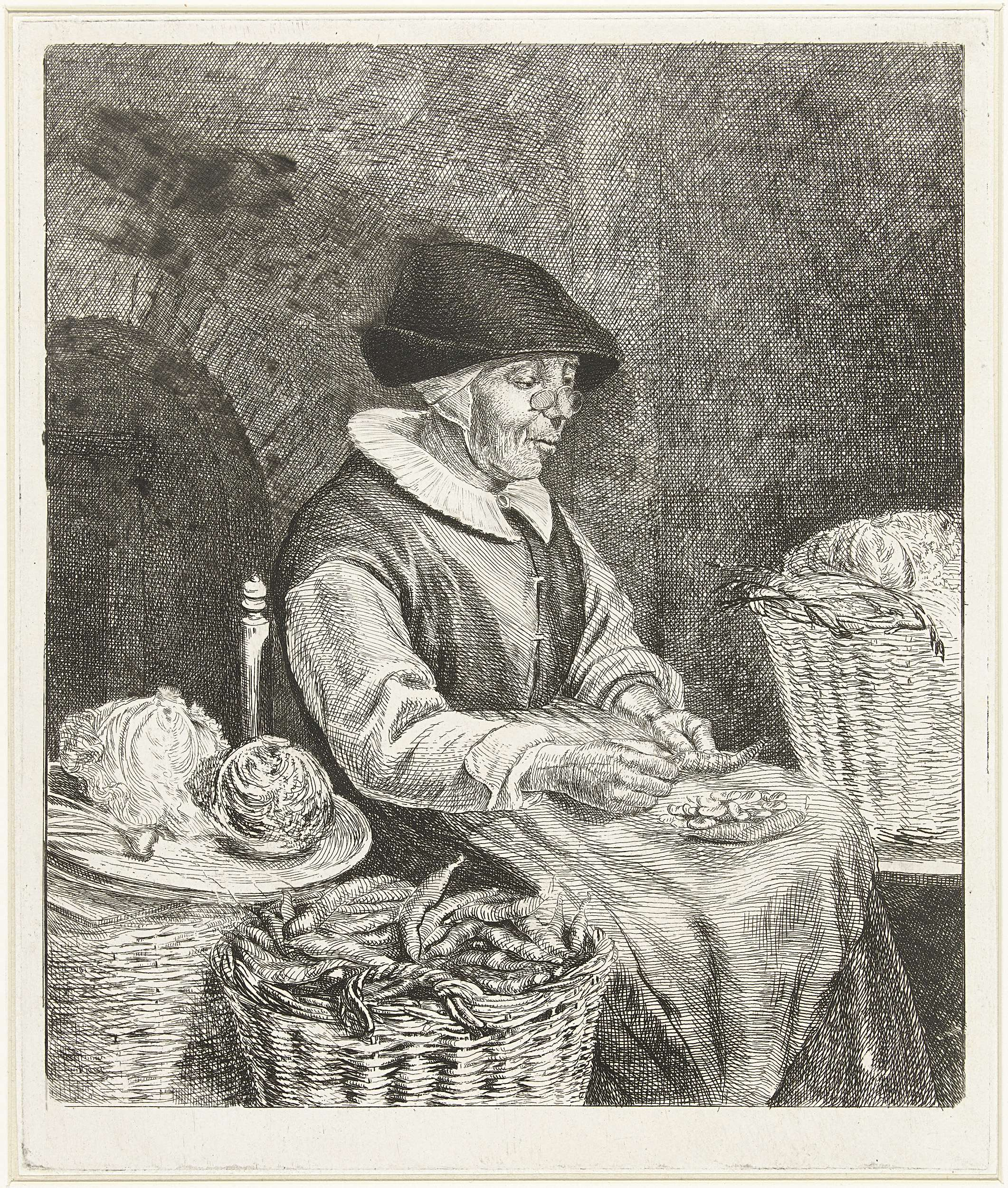
Oude vrouw boontjes doppend
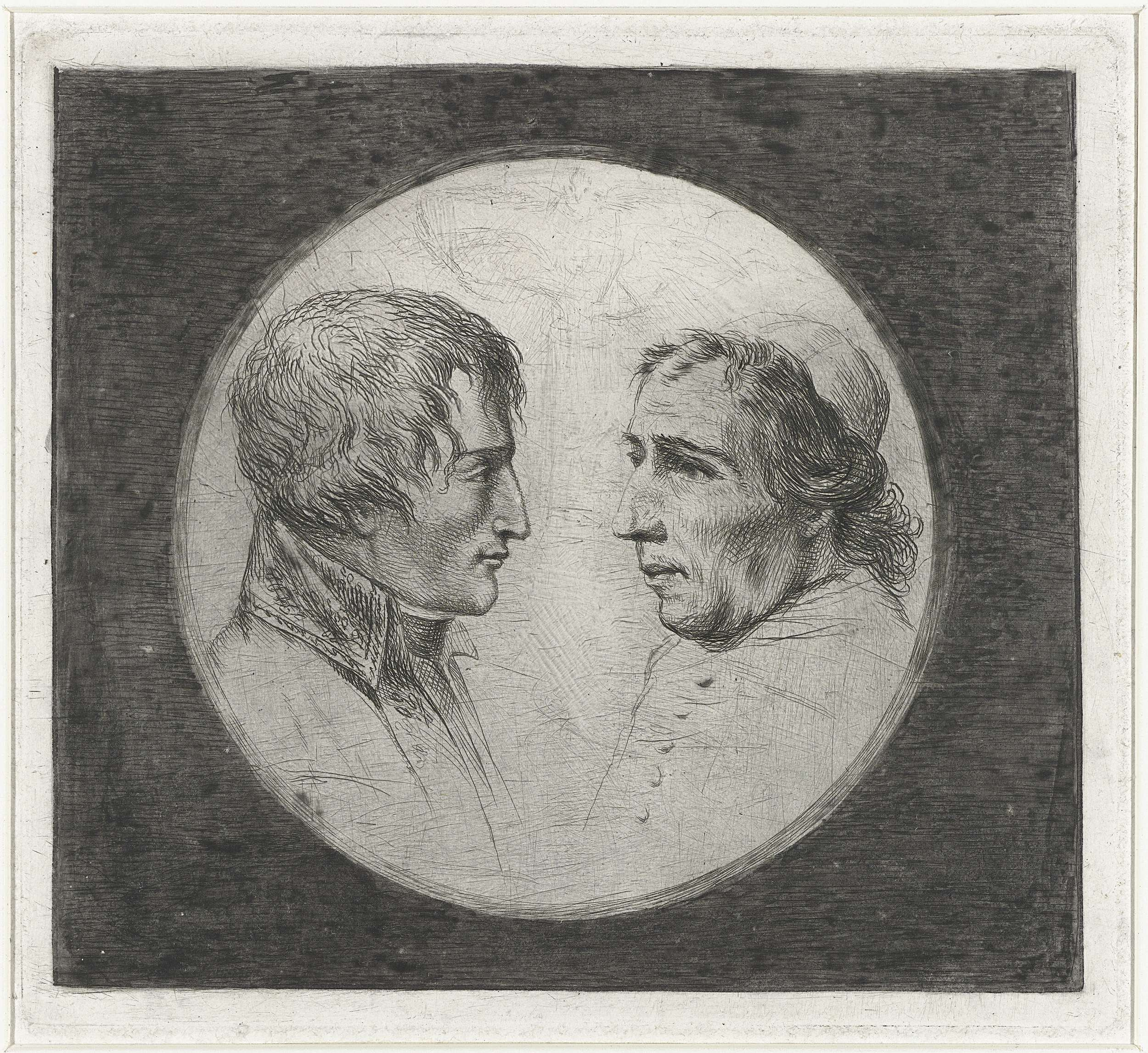
Dubbelportret Napoleon en Paus Pius VII